# 181 (число)
181 (Сто вісімдеся́т оди́н) — натуральне число між 180 та 182.
- 181 день в році — 30 червня (у високосний рік 29 червня).

## У математиці
- 42-ге просте число

## В інших галузях
- 181 рік, 181 до н. е.
- NGC 181 — галактика в сузір'ї Андромеда.